# Брахими, Абдельхамид
Абдельхамид Брахими (араб. عبد الحميد براهيمي‎) (2 апреля 1936, Константина — 15 августа 2021) — алжирский политик. Премьер-министр Алжира во время президентства Шадли Бенджедида в 1984—1988 годах.

## Биография
С 1956 по 1962 год в Алжире шла война за независимость от Франции, Абдельхамид Брахими был одним из командиров повстанческой Армии национального освобождения. С 1963 по 1965 год занимал должность губернатора вилайета Аннаба на востоке Алжира. С 1968 по 1973 год был представителем Алжирской государственной промышленной организации в Париже. C 1976 по 1979 год — представитель государственной алжирской нефтяной компании СОНАТРАК в США.
С января 1979 года, после IV съезда правящего Фронта национального освобождения стал кандидатом в члены Центрального Комитета ФНО, а в марте 1979 года был назначен министром планирования и освоения национальной территории. В декабре 1983 года произошёл следующий съезд Фронта национального освобождения, где Абдельхамид Брахими был избран членом ЦК ФНО, а в январе 1984 года стал кандидатом в члены политбюро. С 22 января 1984 по 5 ноября 1988 года занимал должность премьер-министра Алжира. Имеет научную степень доктора экономических наук, а также является автором нескольких книг по истории и политологии.